# Mioceno Superior
| Era Eratema | Período Sistema | Época Serie | Subépoca Subserie   | Edad Piso                   | Inicio, en millones de años |
| ----------- | --------------- | ----------- | ------------------- | --------------------------- | --------------------------- |
| Cenozoico   | Cuaternario     | Cuaternario | Cuaternario         | Cuaternario                 | 2,58                        |
| Cenozoico   | Neógeno         | Plioceno    | Tardío / Superior   | Piacenziense Piacenziano    | 3,60                        |
| Cenozoico   | Neógeno         | Plioceno    | Temprano / Inferior | Zancliense Zancliano        | 5,33                        |
| Cenozoico   | Neógeno         | Mioceno     | Tardío / Superior   | Messiniense Mesiniano       | 7,25                        |
| Cenozoico   | Neógeno         | Mioceno     | Tardío / Superior   | Tortoniense Tortoniano      | 11,62                       |
| Cenozoico   | Neógeno         | Mioceno     | Medio               | Serravalliense Serravaliano | 13,82                       |
| Cenozoico   | Neógeno         | Mioceno     | Medio               | Langhiense Langhiano        | 15,98                       |
| Cenozoico   | Neógeno         | Mioceno     | Temprano / Inferior | Burdigaliense Burdigaliano  | 20,45                       |
| Cenozoico   | Neógeno         | Mioceno     | Temprano / Inferior | Aquitaniense Aquitaniano    | 23,04                       |
| Cenozoico   | Paleógeno       | Paleógeno   | Paleógeno           | Paleógeno                   | 66,00                       |

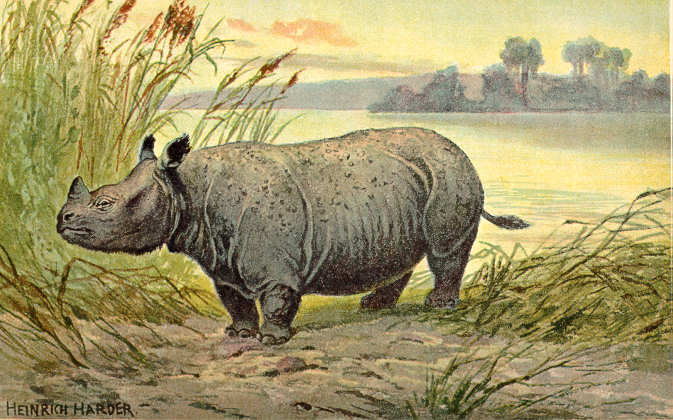
Teleoceras

El Mioceno Superior es la tercera y última subserie del Mioceno en la escala temporal geológica. Se denomina Mioceno Tardío cuando se refiere a la subépoca correspondiente. Sucede al Mioceno Medio y precede al Plioceno Inferior (primera subserie del Plioceno). Comienza hace unos 11,62 millones de años y finaliza hace 5,33 millones de años. Está dividido en dos edades/pisos: Tortoniense y  Messiniense.